# Ганке Брюїнс Слот
Ганке Гердіна Йоганнетт Брюїнс Слот (нід. Hanke Gerdina Johanette Bruins Slot; 20 жовтня 1977) — нідерландська політикиня, юристка й офіцер, яка з 10 січня 2022 року обіймала посаду міністра внутрішніх справ і відносин Королівства в четвертому кабінеті Рютте. Член Християнсько-демократичного заклику (CDA). Раніше працювала в Палаті представників Нідерландів у 2010—2019 роках. Брюїнс Слот зосередила свою роботу як парламентарки на питаннях оборонного персоналу, місцевого самоврядування, охорони здоров'я, медичного права, психіатрії та спорту.
З 2019 до 2022 року була членом провінційної виконавчої влади Утрехта, в якій відповідала за природу, сільське господарство, грунт і воду, спорт і самоуправління. До політичної кар'єри служила в королівській армії Нідерландів; її було направлено в провінцію Урузган, Афганістан. У 2010 році їй присвоєно звання капітана артилерії.

## Біографія
Ганке Брюїнс Слот народилася в Апелдорні та виросла у Вінсумі, Зеевольде та Ріддеркерку. Надалі, більше половини свого життя, проживає в Утрехті.
Грала в хокей на траві та індорхокей на високому рівні. У ролі хокейної воротарки команди Кампонг стала національною чемпіонкою з індорхокею у 2005 році.

## Кар'єра

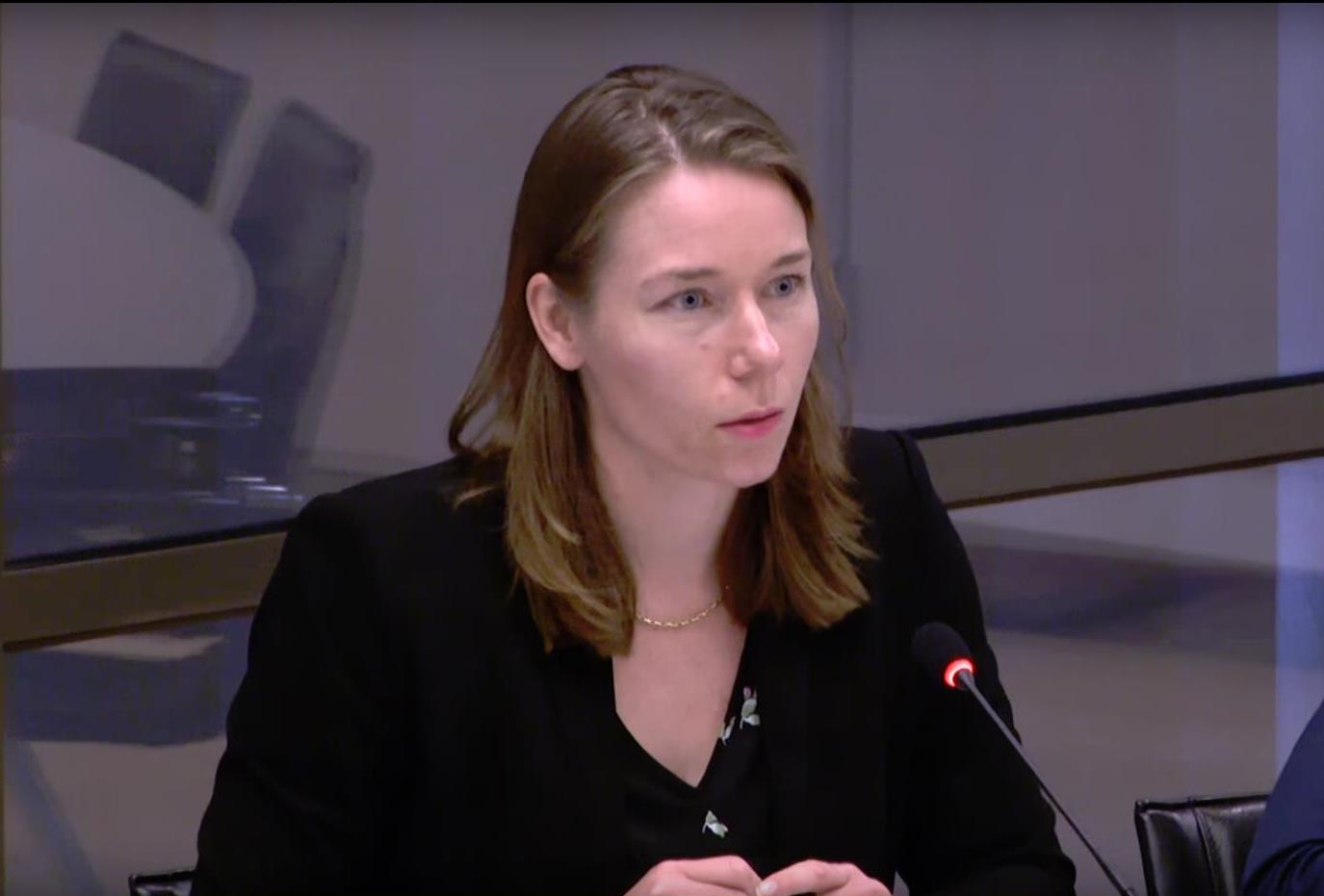
Ганке Боюїнс Слот у 2014 році.

Брюїнс Слот кілька років була студенткою та асистенткою під час навчання в Утрехтському університеті в галузі конституційного та адміністративного права, державного та самоуправління. З 2001 до 2005 року вона була старшим офіцером з питань політики в Департаменті адміністративної організації Міністерства внутрішніх справ і відносин Королівства. У 2005—2007 роках проходила офіцерську підготовку в Королівській військовій академії в Бреді.
Із серпня 2007 року як професійна військова була також оперуповноваженою. У рамках операції Міжнародних сил сприяння безпеці вона командувала загоном броньованих гаубиць у Тарін Коуті в Афганістані з липня до грудня 2008 року. Із лютого 2010 року була офіцером армії у штабі командування сухопутних військ, де брала участь у плануванні та програмуванні. Ганке зазначила:
|  | В Афганістані я побачила, що це означає для країни, якщо немає надійного уряду, і людям доводиться жити в умовах небезпеки: ціле покоління дітей буде відрізане від освіти та якісного медичного обслуговування. Завдяки присутності нідерландських військ ми гарантували, що організації, які займаються розвитком, можуть почати працювати над розбудовою провінції разом з людьми. Це дає мені зрозуміти, що свобода не є самоочевидною. У Нідерландах ми також повинні бути обережними з тим, що маємо, і ми повинні продовжувати працювати над нашою демократією, безпекою, охороною здоров’я та освітою. Хоча я залишила армію в 2010 році, для мене, як для члена Національного комітету з питань Дня ветеранів, важливо продовжувати працювати задля визнання та поваги наших ветеранів. |

### Політична діяльність
Брюїнс Слот є колишнім членом правління Нідерландської атлантичної асоціації та Національного комітету Дня ветеранів.

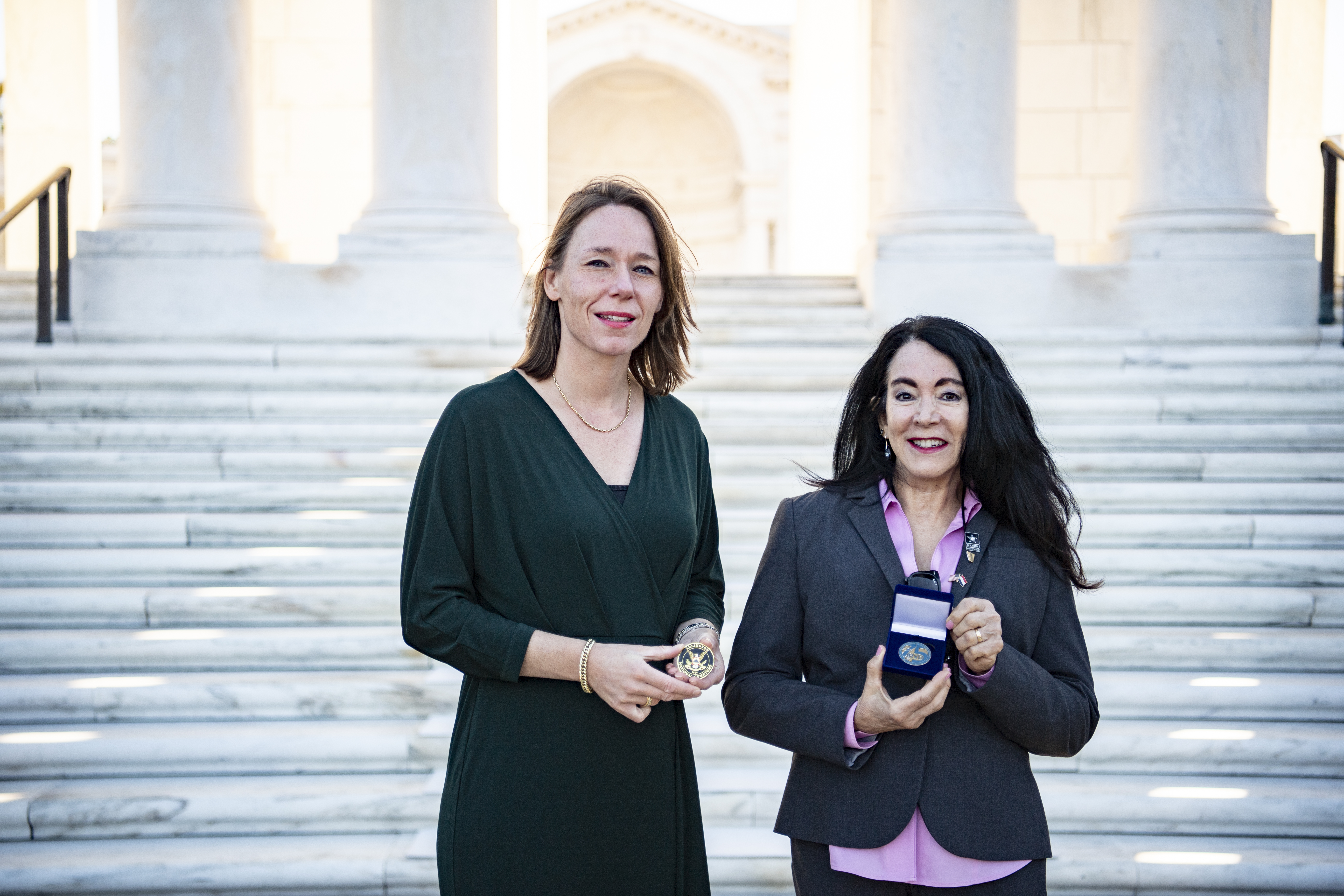
Ганке Брюїнс Слот і Карен Дарем-Агілера, 28 вересня 2022.

З 2003 року є членом правління De Dertigers — фонду формування громадської думки, афілійованого з партією Християнсько-демократичного заклику (CDA). Вона також була членом комітету CDA, який написав передвиборчу програму для муніципальних виборів 2006 року до муніципалітету Утрехта.
Брюїнс Слот була під номером 21 у списку кандидатів від CDA на парламентських виборах 2010 року, що робило її найвищою серед новачків. Попри те, що її випередила Сабіне Етслаг, завдяки преференційним голосам Брюїнс Слот все ж увійшла до Палати представників Нідерландів. Частково через зменшення кількості місць CDA у Палаті після виборів 2010 року (партія зберегла 21 із 41 місця), у 2010 році вона була єдиним новачком у новій парламентській групі партії. Ганке була речницею з питань оборони, спорту (включно з волонтерами) і медико-етичних питань.
4 червня 2019 року Брюїнс Слот покинула Палату представників, щоб стати заступницею в Раді провінційних виконавчих органів провінції Утрехт з питань природи, сільського господарства, ґрунту й водою, спорту й самоуправління. 
Із 10 січня 2022 року вона була Міністром внутрішніх справ і відносин Королівства в IV кабінеті Рютте.

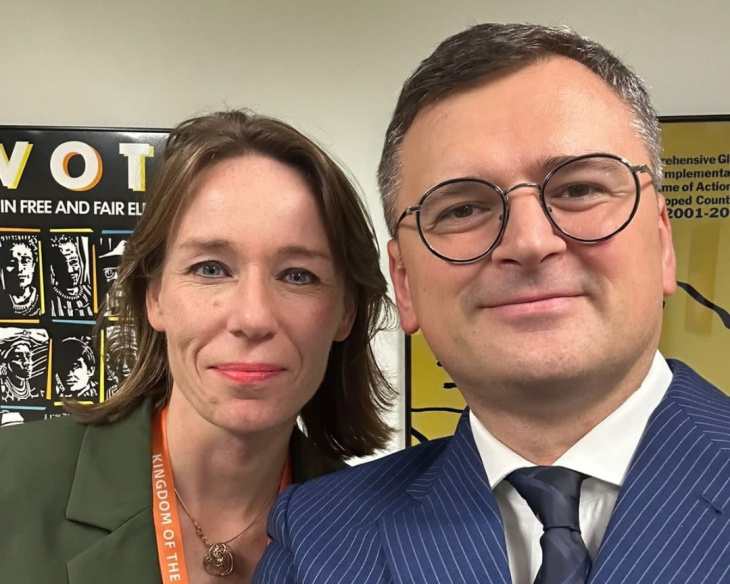
Зустріч Ганке Брейнс Слот та Дмитро Кулеба, 19 вересня 2023.

5 вересня 2023 року Брюїнс Слот була призначена Міністром закордонних справ після виходу однопартійця Вопке Гукстра. Міністр закордонних справ України Дмитро Кулеба повідомив, що першим дзвінком Брюїнс Слот на новій посаді стала розмова з ним щодо «підтвердження того, що F-16 мають якомога швидше літати в українському небі». Окрім цього, було обговорено питання підтримки Нідерландів у відкритті переговорів про вступ України до ЄС. Як міністерка закордонних справ Нідерландів вона матиме вирішальне значення у формуванні нідерландської допомоги Україні.

## Особисте життя
Брюїнс Слот одружена, її дружину звати Мірей.
У вільний час любить бігати та кататися на велосипеді.
ЇЇ батько — Гарм Брюїнс Слот, дядько — Йоган Брюїнс Слот і дідусь — Звантінус Брюїнс Слот були політичними діячами та мерами різних міст і муніципалітетів Нідерландів. Сама Ганке хотіла бути військовою ще з дитинства.